# Oncidium blanchetii
Oncidium blanchetii  es una especie de orquídea epifita. Es nativa del este y sur de  Brasil.

## Descripción
Es una orquídea de tamaño medio de hábito epífita. Tiene pseudobulbos erectos, oblongos o angostamente oblongo-ovoides, comprimidos, lisos y, a continuación sulcado con la edad. Lleva 3 hojas apicales, erectas, rígidas, coriáceas, angostamente linear-liguladas y agudas. Florece en una inflorescencia erecta  de 60 a 160 cm de largo, robusta, más larga que las hojas y que tiene brácteas cóncavas,  lanceoladas. La floración se produce en el final del invierno y la primavera. 

## Distribución y hábitat
Se encuentra en las frescas montañas, en las tierras bajas con calor y humedad y en las sabanas del este y sureste de Brasil en alturas de 800 a 2000 metros.

## Taxonomía
Oncidium blanchetii fue descrita por Heinrich Gustav Reichenbach  y publicado en Linnaea 22: 845. 1849.
Etimología
Ver: Oncidium, Etimología
blanchetii: epíteto otorgado en honor de Jacques Samuel Blanchet.
Sinonimia
- Gomesa blanchetii (Rchb.f.) M.W.Chase & N.H.Williams
- Ampliglossum blanchetii (Rchb.f.) Campacci (2006)
- Coppensia blanchetii (Rchb.f.) Campacci (2006)[2][3][4]